# Lago Roofen
El lago Roofen (en alemán: Roofensee) es un lago situado al norte de la ciudad de Berlín, en el distrito rural de Alto Havel, en el estado de Brandeburgo (Alemania); tiene un área de 56 hectáreas y una profundidad máxima de 19 metros.
Desde el año 2007, existe un camino de 6 km para practicar senderismo alrededor del lago, que se une con el bosque próximo, siguiendo el camino otros 12 km.
Este es uno de los lagos que forman parte del sistema de lagos Rheinsberg.